# Topi comú
El topi comú (Damaliscus lunatus) és un antílop de sabana i plana d'inundació que viu al nord de Botswana, l'est d'Angola, el nord-est de Namíbia, Zàmbia, Zimbàbue i parts de Sud-àfrica. S'ha extingit a Moçambic i parts de Sud-àfrica. Antigament se l'incloïa en una sola espècie juntament amb el topi i el damalisc de Bangweulu, que actualment són considerats espècies distintes.